# رانزي المدهشة
رانزي المدهشة أنتج هذا المسلسل الكارتوني في سنة 1982 وهو مقتبس عن مجلة مانغا يابانية اسمها ريبون.

## ملخص القصة
رانزي ايتوا فتاة مراهقة عادية ولكنها في الحقيقة ليست من بني البشر وتعيش حياة غريبة عجيبة فأمها مثلا مستذئبة وأباها مصاص دماء وهي تتمتع بقوى خارقة فهي متى عضت شيئا أو شخصا ما تحولت إلى شكله كأنها طبق الأصيل منه، وهي أما ان تتحول إلى اشخاص أو مواد جامدة مثل قطعة من الخبز. ولا تستطيع أن تعود إلى هيئتها الطبيعة إلا إذا عطست.
لاقت رانزي في أول يوما لها في المدرسة شن الفتى الرياضي العاشق للملاكمة فتقع بحب هذا الفتى وتحاول الزواج به . لكن رانزي تواجهه معضلة كبيرة فأهلها لن يدعوها تحب واحد من بني البشر هذه هي قوانينهم تقضي بأن تتزوج من هو من بني جنسها الذي يسكن في قصر خلف الباب الممنوع أي في بلاد الأوهام. و فوق هذا كله توجد شخصية الفتاة يوكو ابنة المدير كاميا، التي تحاول هي جاهدة للنيل من رانزي فهي الخصم اللدود لها وتبذل المساعي في أن تدمر كل ما تفعله رانزي وتحاول مرارا النيل من المسكينة رانزي والسبب عائدا إلى شن الذي تحبه يوكو .

## الدبلجة العربية

### كلمات الشارة
غناء
- أحسان صادق

رانزي يا نغمة في البال
و في عالم الخيال
يا صورة جميلة
للطهر والفضيلة
لا تسكني الخيال
تعالي تعالي تعالي تعالي
رانزي رانزي
الواقع يناديكِ
و الحب والآمال
لا تسكني الخيال
تعالي تعالي تعالي تعالي....

### الاداء
- - وحيد جلال
  - سميرة بارودي
  - ميشال ثابت
  - الفيرايوس
  - خالد السيد
  - وفاء طربيه
  - سمير معلوف
  - بدر حداد
  - أنطوان الحجل
  - منغالا
  - ميشال أبو سليمان
  - وليم عتيق
  - طوني يونس

### الحلقات
- 1 سر رانزي المدهشة.
- 2 زيارة عالم الأوهام.
- 3 ورطة في الحمام
- 4 الصداقة الوجيزة
- 5 رانزي تذهب لعالم الأوهام
- 6 مواعيد المسايا الضبابية
- 7 المهرجان الثقافي
- 8 الحب، وآلة التصوير، والمطاردة
- 9 تاماسابورو يقع في الحب
- 10 ميال الفتاة الخفية
- 11 عيد ميلاد اكتمال القمر
- 12 أمنية رانزي
- 13 فتاة الثلج
- 14 رأيتها!! انها شبية بكلب الراكون
- 15 هل يتحول الإنسان إلى كلب راكون
- 16 المارثون
- 17 الإشعاع المحول
- 18 مباراة من أجل الحب
- 19 العملاق المرهف
- 20 المرآة العجيبة
- 21 رسالة من أي.تي
- 22 الوحش الغريب
- 23 ساند ودرس الحساب
- 24 حب متقد! وحرب كبرى في بلد الاهاوم
- 25 كشف الأمر التحول أذن لابد لشن أن يمت
- 26 سفينة الإعدام وحرب النجوم
- 27 اصطدام بين شن ورويكي
- 28 صائد الحب
- 29 يالصدمة! لقاء غير متوقع في المستقبل
- 30 الاغتيال
- 31 عودة الطير المهاجر
- 32 الاختطاف
- 33 أوقات عصيبة
- 34 مثلث الحب

## روابط خارجية
- رانزي المدهشة على موقع ANN manga (الإنجليزية)